# Суналі
Суналі (рос. Суналы) — селище у Троїцькому районі Челябінської області Російської Федерації.
Входить до складу муніципального утворення Дробишевське сільське поселення. Населення становить 54 особи (2010). Населений пункт розташований на землях українського культурного та етнічного краю Сірий Клин.

## Історія
Від 20 лютого 1924 року належить до Троїцького району Челябінської області.
Згідно із законом від 28 жовтня 2004 року органом місцевого самоврядування є Дробишевське сільське поселення.

## Населення
| 2002 | 2010 |
| ---- | ---- |
| 86   | ↘54  |